# Мвенези
Мвенези, Нванетезе, Нуанеци, Нванеци (англ. Mwenezi River) — река, крупнейший приток реки Лимпопо. Мвенези начинается на юге центральной части Зимбабве и течёт на юго-восток вдоль так называемой речной долины Мвенези, которая делит район на два сектора. Река протекает по территориям Зимбабве и Мозамбика. В Зимбабве она была известна в прошлом как Нуанетси (Nuanetzi); она сохраняет название и в Мозамбике. Средний расход воды — 14,34 м³/с. Высота устья — 154 м над уровнем моря.
Река течёт по Национальному парку Гонарежу по пути к слиянию с могучими водами реки Лимпопо. Мвенези — её основной приток.

## Гидрология

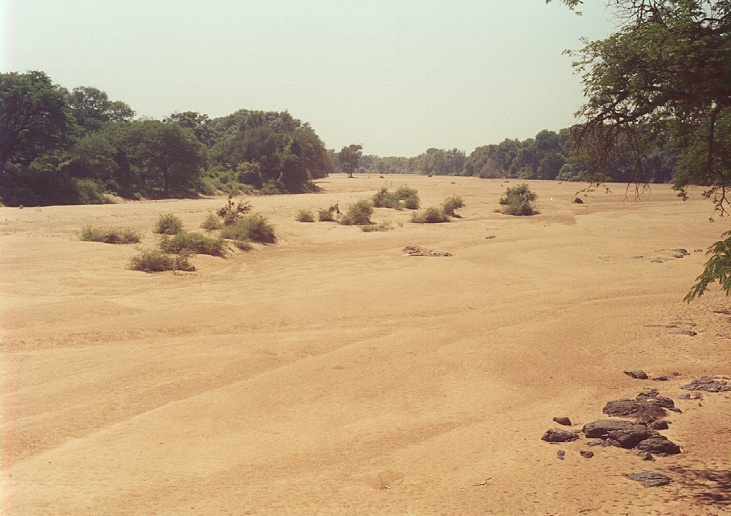
Вид вверх по течению с моста, на главной Масвинго — Бейтбридж дороге

Река Мвенези пересыхающего типа: наполненность водяного потока, как правило, ограничивается месяцами, когда идут дожди (с ноября по апрель), наибольшая полноводность зафиксирована в период с декабря по февраль, за исключением тех мест, где поток был изменён посредством плотине. Реки привносят 6,7 % от среднегодового стока реки Лимпопо, делая его третьим по величине притоком.

## Притоки
Её основные притоки:
- Динь (англ. Dinhe)
- Манёши (англ. Manyoshi)
- Муцзи (англ. Mtedzi)
- Мхонди (Убийца) Mhondi)
- Макугве (Осень) (англ. Makugwe)
- Сосонье (англ. Sosonye)
- Соволели (англ. Sovoleli)
- Малол (англ. Malole)
- Мвеле (англ. Mwele) и
- Мушаве[англ.]

## Населённые пункты вдоль реки
Поселения и города ниже расположены в порядке от начала реки к её концу:
- Миссия Чегато (англ. Chegato mission)
- Деревня Мвенези (англ. Mwenezi village)
- Лагерь Маблаута (англ. Mabalauta Camp) в Национальном Парке Гонарежу
- Деревня Малипати (англ. Malipati village)

## Мосты и переходы

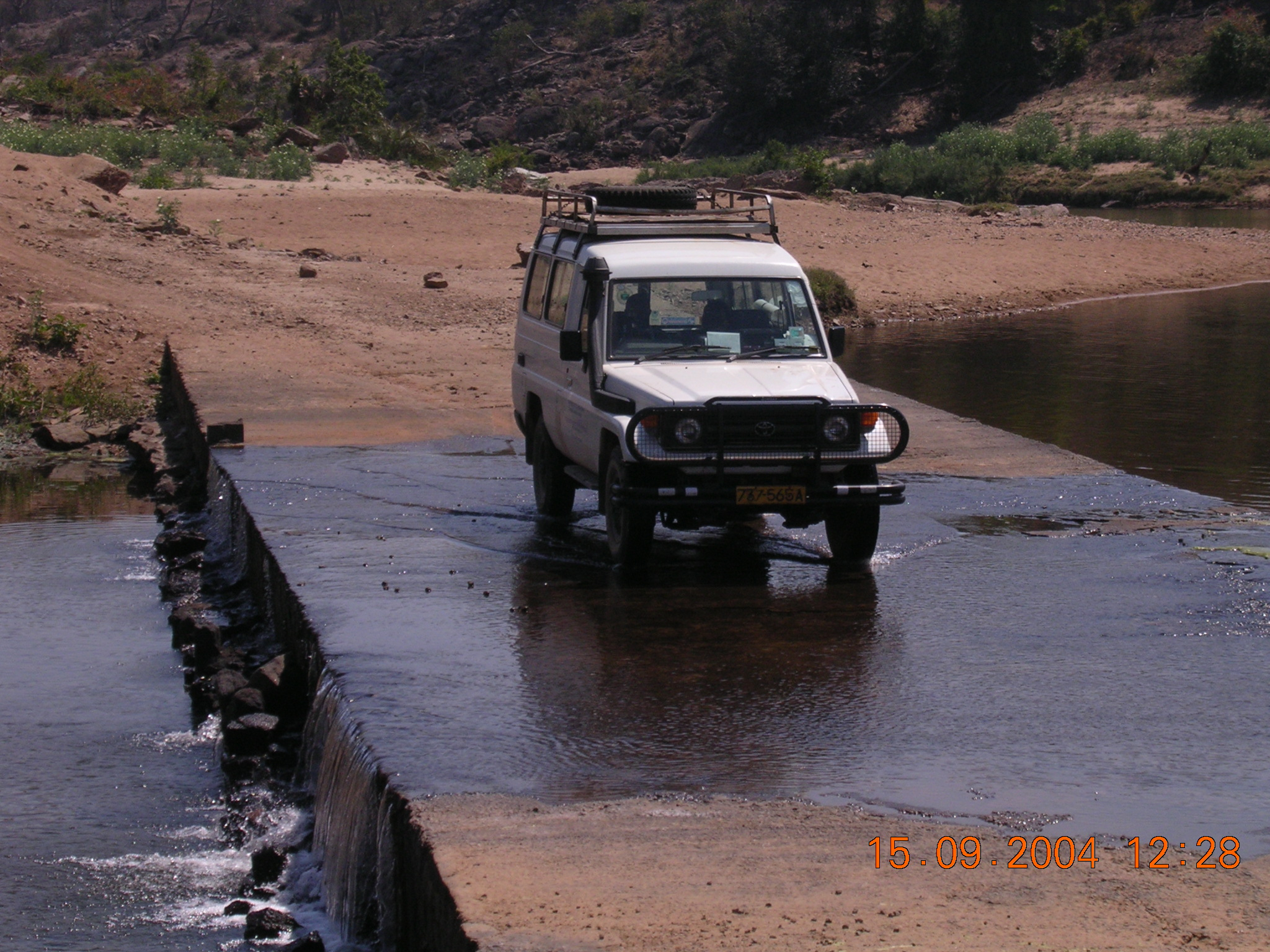
Брод на реке Мвенези

Существует четыре основных моста через реку Мвенези:
- Мост на главной дороге Масвинго — Бейтбридж, возле Рутенга (Rutenga). Существует также железнодорожный мост.
- Мост на дороге Чегато — Матага
- Мост на дороге Диньхэ — Нешуро
- Мост возле Малипати на дороге от Чикомбедзи (англ. Chikombedzi)

Есть несколько бродов.

## Использование

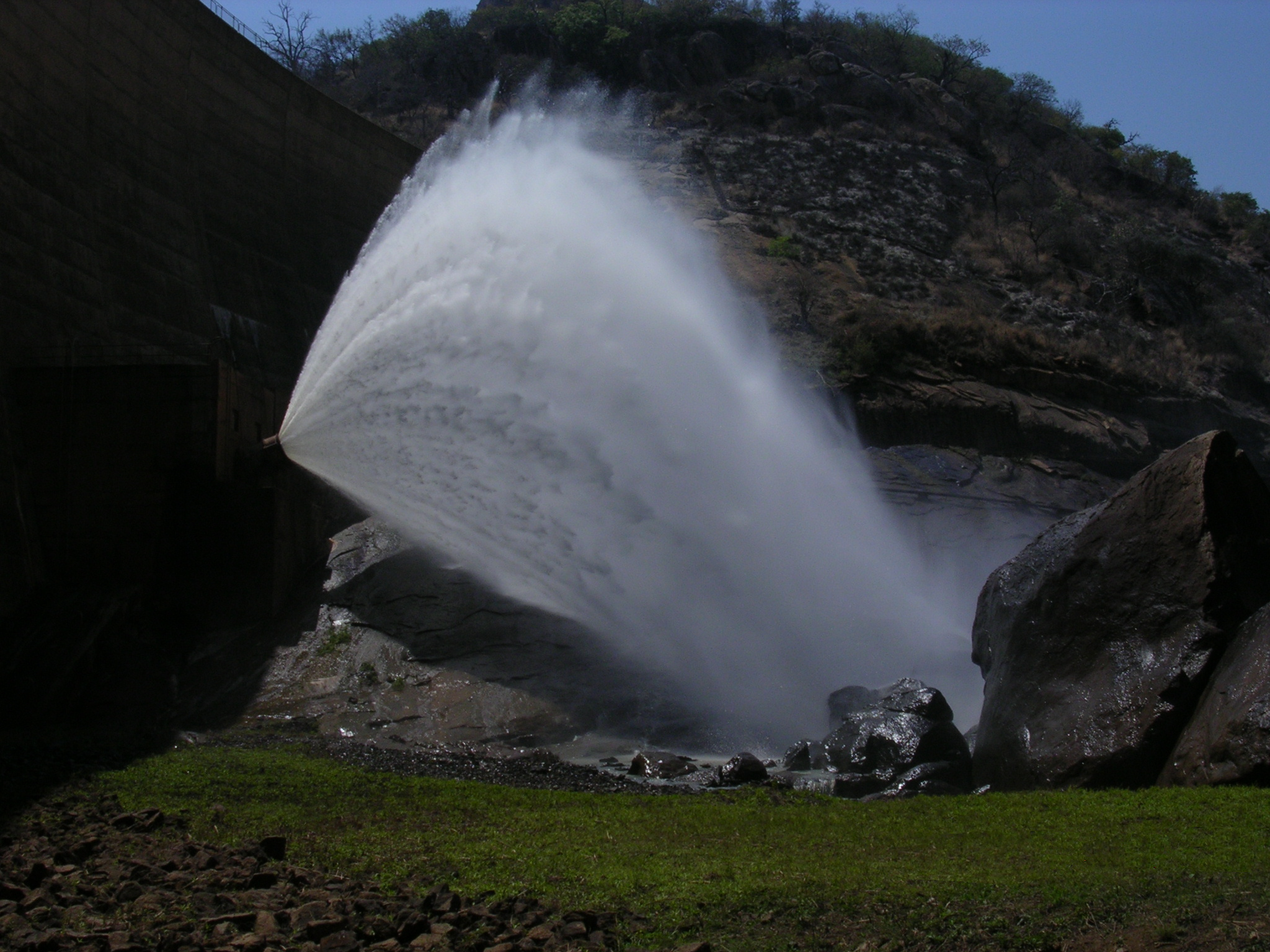
Сброс воды на плотине

Помимо ряда мелких запруд, есть одна большая плотина на реке Мвенези: плотина Манючи в Мвенези (район), получившееся водохранилище снабжает водой Рутенгу (Rutenga) и используется для орошения сахарного тростника.
Две дополнительные плотины находятся на участках между плотиной Манючи и деревней Мвенези, но дальнейшего развития не запланировано.
От места впадения Мвенези в Лимпопо, последняя становится судоходной на протяжении 160 км.

## Фауна

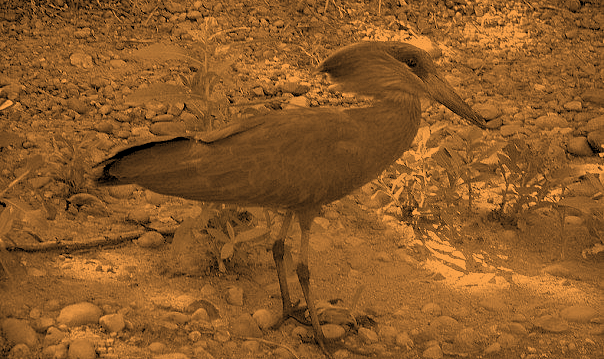
Птица молотоглав на берегу реки. Местные жители называют его «Конди», о чём упоминается в песнях. 2006 год.

Река питает широкий спектр дикой природы, в том числе: цапель, бегемотов и нильских крокодилов. Жертвами последних становятся люди, а также домашние животные, такие как козы, телята, ослы.